# バジル・ハミルトン＝テンプル＝ブラックウッド (第4代ダファリン侯爵)
第4代ダファリン＝エヴァ侯爵バジル・シェリダン・ハミルトン＝テンプル＝ブラックウッド（英語: Basil Sheridan Hamilton-Temple-Blackwood, 4th Marquess of Dufferin and Ava、1909年4月6日 - 1945年3月25日）は、イギリスの政治家、陸軍軍人、貴族。
保守党の貴族院政治家だったが、第二次世界大戦のビルマ戦線で戦死した。
父が爵位を継承した1918年から自身が爵位を継承する1930年までエヴァ伯爵（Earl of Ava）の儀礼称号で称された。

## 経歴
1909年4月6日、第3代ダファリン＝エヴァ侯爵フレデリック・ハミルトン＝テンプル＝ブラックウッドとその妻ブレンダ（旧姓ウッドハウス）の間の長男として生まれる
。
イートン校を経てオックスフォード大学ベリオール・カレッジへ進学。
1930年7月21日に爵位を継承し、貴族院議員となる。
保守党に所属し、保守党政権(もしくは保守党参加政権)で政府役職を歴任した。1932年にインド担当省政務次官の議会担当秘書官、1932年から1935年まで教育庁長官の議会担当秘書官、1935年に陸軍大臣の議会担当秘書官、1935年から1936年まで王璽尚書の議会担当秘書官を務めた。
ついで1936年から1937年にかけて侍従たる貴族院議員、1937年から1940年にかけては植民地省政務次官を務めた。
その後、王立近衛騎兵連隊に大尉として所属し、第二次世界大戦に従軍したが、1945年3月25日にビルマでの日本軍との戦闘で戦死した。
爵位は長男シェリダンが継承した。

## 爵位・準男爵位
1930年7月21日の父フレデリック・ハミルトン＝テンプル＝ブラックウッドの死により以下の爵位・準男爵位を継承。
- ダウン県及びビルマにおける第4代ダファリン＝エヴァ侯爵 (4th Marquess of Dufferin and Ava, in the County of Down and Burma aforesaid)
(1888年11月17日の勅許状による連合王国貴族爵位)
- ダウン県における第4代ダファリン伯爵 (4th Earl of Dufferin, in the County of Down)
(1871年11月13日の勅許状による連合王国貴族爵位)
- ビルマ保護領における第4代エヴァ伯爵 (4th Earl of Ava, in the Province of Burma)
(1888年11月17日の勅許状による連合王国貴族爵位)
- ダウン県におけるクランデボイの第4代クランデボイ子爵 (4th Viscount Clandeboye, of Clandeboye in the County of Down)
(1871年11月13日の勅許状による連合王国貴族爵位)
- ダウン県におけるバリーリーディ＝キリーリーの第8代ダファリン＝クランボイ男爵 (8th Baron Dufferin and Claneboye, of Ballyleidy and Killyleagh in the County of Down)
(1800年7月31日の勅許状によるアイルランド貴族爵位)
- ダウン県におけるクランデボイの第4代クランデボイ男爵 (4th Baron Clandeboye, of Clandeboye in the County of Down)
(1850年1月22日の勅許状による連合王国貴族爵位)
- （ダウン県におけるバリーリーディの）第9代準男爵 (9th Baronet, "of Ballyleidy in the County of Down"）
(1763年7月1日の勅許状によるアイルランド準男爵位)

## 家族
1930年に初代アイヴァー伯エドワード・ギネスの次男アーサー・アーネスト・ギネスの娘モーリーン・ギネスと結婚。彼女との間に以下の3子を儲ける。
- 第1子(長女)キャロライン・モーリーン・ハミルトン＝テンプル＝ブラックウッド (1931-1996)
- 第2子(次女)パーディタ・モーレーン・ハミルトン＝テンプル＝ブラックウッド (1934-)
- 第3子(長男)シェリダン・フレデリック・テレンス・ハミルトン＝テンプル＝ブラックウッド（英語版） (1938-1988) 5代ダファリン＝エヴァ侯爵位を継承